# تیتاس
تیتاس (به لاتین: Titas) یک منطقهٔ مسکونی در بنگلادش است که در ناحیه کومیلا واقع شده‌است. تیتاس ۱۲۵٫۷۴ کیلومتر مربع مساحت دارد.